# Junot Díaz
Junot Díaz (født 1968) er en dominikansk-amerikansk forfatter.
Díaz debuterede i 1995 med den anmelderroste novellesamling Drengenes By og brugte de næste elleve år på at skrive romanen Oscar Wao & Hans Korte og Forunderlige Liv. Bogen blev belønnet med en god modtagelse og Díaz modtog året efter i 2008 Pulitzerprisen for fiktion.
I forbindelse med udgivelsen af hans første børnebog	 fik en øget opmærksomhed på Díaz egen barndom ham til i et essay i The New Yorker at fortælle om, hvordan en voldtægt i hans tidlige barndom har præget hele hans liv og været skyld i depressioner og selvmordsforsøg.
Junot Díaz er inspireret af bl.a. Toni Morrison og trækker en del på sin store viden og passion for klassiske tegneserier.